# Thorwald Proll
Thorwald Proll (ur. 22 lipca 1941 w Kassel) – lewicowy działacz niemieckiego ruchu studenckiego lat 60. i opozycji pozaparlamentarnej (tzw. APO), sympatyk Frakcji Czerwonej Armii, pisarz.
Wraz z późniejszymi przywódcami RAF: Andreasem Baaderem, Gudrun Ensslin i wspólnikiem Horstem Söhnleinem podpalił domy handlowe we Frankfurcie nad Menem.
Po zatrzymaniu został aresztowany i skazany na karę więzienia. Wypuszczony, by mógł odpowiadać z wolnej stopy, wraz z Baaderem i Ensslin uciekł do Francji. Stamtąd wyjechał do Anglii, aż w 1970 zgłosił się do niemieckiej prokuratury. W październiku 1971 został przedterminowo zwolniony.
Po wyjściu z więzienia pracował jako pracownik fizyczny, kelner, sprzedawca i lektor. Od 1978 zajmuje się pisarstwem i sprzedażą książek w Hamburgu.